# Vagn Nielsen
Vagn Nielsen, danski rokometaš, * 28. november 1943.
Leta 1972 je na poletnih olimpijskih igrah v Münchnu v sestavi danske rokometne reprezentance osvojil 13. mesto.